# Зелениця (Західнопоморське воєводство)
Зелениця (пол. Zielenica) — село в Польщі, у гміні Малехово Славенського повіту Західнопоморського воєводства.
Населення — 92 особи (2011).
У 1975-1998 роках село належало до Кошалінського воєводства.

## Демографія
Демографічна структура станом на 31 березня 2011 року:
|          | Загалом | Допрацездатний вік | Працездатний вік | Постпрацездатний вік |
| -------- | ------- | ------------------ | ---------------- | -------------------- |
| Чоловіки | 47      | 10                 | 33               | 4                    |
| Жінки    | 45      | 11                 | 25               | 9                    |
| Разом    | 92      | 21                 | 58               | 13                   |